# David Vann
David Vann (Isla Adak, Alaska; 19 de octubre de 1966 (58 años) es un escritor estadounidense.

## Biografía
Pasó su infancia en Ketchikan, una pequeña población pesquera en el extremo oriental de Alaska. Esperó 12 años para ver publicado su primer libro de ficción, Legend of a Suicide, dedicándose mientras tanto a la capitanía y construcción de barcos. Actualmente es profesor de escritura creativa en la Universidad de San Francisco, California.
En 2010 su libro Sukkwan Island ganó el premio Llibreter de narrativa en Cataluña, publicado por Alfabia y fue editado posteriormente por Literatura Random House.

## Obra
- 2005 - A Mile Down: The True Story of a Disastrous Career at Sea

- 2008 - Legend of a Suicide

- 2011 - Caribou Island - En España publicada bajo el mismo título por la editorial Mondadori

- 2011 - Last Day On Earth: A Portrait of the NIU School Shooter

- 2012 - Dirt - En España publicada por Mondadori bajo el título Tierra

- 2013 – Goat Mountain

- 2014 – Crocodile: Memoirs from a Mexican Drug-Running Port, solo publicado en castellano.

- 2015 – Aquarium